# Carn al suc
La carn al suc és una recepta representativa de la gastronomia de l'estat mexicà de Jalisco. El menjar va augmentar en popularitat a principis del segle XXI en altres estats, influint en la cultura gastronòmica d'altres estats, com Aguascalientes i Guanajuato.

## Característiques
La recepta de carn al suc és consisteix en un guisat de carn picada rostida en el seu propi suc, mongetes de la paella i trossos de cansalada prèviament torrats, ve amb ceba picada i coriandre i se sol servir en un plat de fang, acompanyats de ceba picada i coriandre i se sol servir en un plat de fang.
També s'acostuma a acompanyar de truites de blat de moro, xips de truites, mongetes i blat de moro fregits, ceba saltejada, llima, guacamole i salsa de tomàquet triturat i la beguda tradicional per acompanyar l'àpat és l'aigua d'orxata o hibisc.